# تولاماش زاوود
تولاماش زاوود (روسی: Тульский машиностроительный завод) شرکت صنایع جنگ‌افزاری روس است، که در سال ۱۸۷۹ تأسیس شد.